# Impôt sur les sociétés en France
L'impôt sur les sociétés (IS), taxe les bénéfices des entreprises. Cet impôt, qui existe dans la majorité des pays, a été créé en France par le décret du 9 décembre 1948. Son taux normal était de 50 % jusqu'en 1985 avant de décroître jusqu’au taux de 33 1⁄3 % en 1993. Depuis la loi de finances de 2017, la baisse du taux se poursuit. Pour les exercices ouverts du 1er janvier au 31 décembre 2020, le taux normal de l'IS est de 28 %. Après un taux de 26.5 % en 2021, la baisse progressive du taux à 25 % est effective depuis le 1er janvier 2022.
L'impôt sur les sociétés est calculé et recouvré par la Direction générale des Finances publiques (DGFiP) depuis 2008. En 2018, il est la troisième source budgétaire de l'État (63,97 milliards de recettes), après la taxe sur la valeur ajoutée (154,564 milliards d'euros) et l'impôt sur le revenu (72,55 milliards), sur un total de recettes fiscales nettes de 292,9 milliards d'euros.

## Champ d'application

### Sociétés assujetties
Toutes les sociétés ne sont pas obligatoirement redevables de l’impôt sur les sociétés. En effet, seules les sociétés anonymes (SA), les sociétés par actions simplifiée (SAS), les sociétés en commandite simple (SCS) et autres sociétés de capitaux, les sociétés à responsabilité limitée (SARL) et les entreprises unipersonnelles à responsabilité limitée (EURL) dont l’associé unique est une personne morale (sociétés mixtes) y sont assujetties de plein droit. En revanche, les sociétés en nom collectif (SNC) et les sociétés civiles (plus généralement les sociétés et groupements de personnes, françaises ou étrangères) et les EURL dont l’associé unique est une personne physique n’y sont assujetties que sur option. Pour ces dernières, leur régime de plein droit est la « translucidité fiscale », les associés étant personnellement soumis à l'impôt sur le revenu dans la catégorie d'imposition correspondant à l'activité de la société (art. 238 bis K-II du code général des impôts). Certaines associations ayant une activité économique sont également soumises à l’impôt sur les sociétés. Pour pouvoir être exonérées, il leur faut démontrer une gestion désintéressée, une activité non lucrative et non concurrentielle.

### Territorialité
En principe relèvent de l'impôt sur les sociétés les bénéfices réalisés en France, ainsi que ceux attribués à la France en vertu d'une convention internationale. Par conséquent, sauf convention contraire, tous les bénéfices réalisés par une société en France, qu'elle soit française ou étrangère, sont soumis à l'impôt sur les sociétés. Le lieu de réalisation du bénéfice est défini comme le lieu d'implantation de l'exploitation qui a généré les bénéfices plutôt que le lieu où a été réalisée la vente.
La jurisprudence du Conseil d'État a fait ressortir trois critères en l'absence de conventions internationales, pour clarifier les situations des sociétés françaises implantées également à l'étranger :
- le premier critère est de savoir s'il y a un établissement stable à l'étranger (ce qui suppose une autonomie de décision et de gestion, une installation permanente et une activité lucrative). Si c'est le cas, les bénéfices de cette installation ne sont pas soumis à l'impôt sur les sociétés ;
- le deuxième critère est de savoir s'il y a un représentant de l'entreprise à l'étranger. S'il y en a un et qu'il est habilité à réaliser des actes permettant à la société de réaliser du bénéfice, les bénéfices ainsi réalisés échappent à l'impôt sur les sociétés ;
- le troisième critère est de savoir s'il y a un cycle commercial complet à l'étranger. En d'autres termes, si des opérations réalisées de manière habituelle sont détachables des opérations réalisées en France. Si tel est le cas, ces opérations échappent à l'impôt sur les sociétés.

## Règle de détermination du bénéfice imposable
Le principe veut que la détermination du bénéfice imposable soit la même que pour celle des bénéfices industriels et commerciaux (BIC). Ces règles sont définies en partie par les articles 209 et suivant du code général des impôts ainsi que par l'article 38. Les bénéfices s'entendent comme l'enrichissement de l'entreprise au cours d'un exercice comptable ainsi que comme le résultat net. Dans le cas de l'enrichissement au cours d'un exercice on le calcule en faisant la différence entre l'actif net à la clôture par rapport à l'actif net à l'ouverture de l'exercice. Pour le résultat net, c'est la différence entre les produits et les charges de l'entreprise au cours de l'exercice comptable.

### Règles spécifiques
Certaines dispositions sont toutefois spécifiques à l'impôt sur les sociétés, et en particulier en ce qui concerne les déductions. Deux sortes de déductions peuvent avoir lieu :
- les rémunérations allouées aux dirigeants ou associés. Ces rémunérations sont considérées comme des charges qui diminuent donc d'autant les bénéfices de la société. Leur déduction n'est possible que si elles correspondent à un travail effectif dans l'entreprise (direction, gestion…) et si elles ne sont pas excessives par rapport au travail effectué ;
- les intérêts versés à des associés en vertu de leur apport en compte courant. Là encore il faut que les taux d'intérêt ne soient pas excessifs.

## Modalités d'imposition

### Taux d'imposition
| À compter du              | Taux standard d'IS |
| ------------------------- | ------------------ |
| Avant le 1er janvier 1986 | 50,0 %             |
| 1er janvier 1986          | 45,0 %             |
| 1er janvier 1988          | 42,0 %             |
| 1er janvier 1989          | 39,0 %             |
| 1er janvier 1990          | 37,0 %             |
| 1er janvier 1991          | 34,0 %             |
| 1er janvier 1993          | 33 1⁄3 %           |
| 1er janvier 2019          | 31 %               |
| 1er janvier 2020          | 28 %               |
| 1er janvier 2021          | 26,5 %             |
| 1er janvier 2022          | 25 %               |

Le taux d'imposition normal de l'impôt sur les sociétés est de 25 % depuis le 1er janvier 2022. 
Il était de 50 % jusqu'en 1985 puis a diminué progressivement pour atteindre le taux normal de 33 1⁄3 % du 1er janvier 1993 à 2019. Une nouvelle diminution progressive du taux d'imposition normal est décidé en 2017 pour parvenir à 25 % en 2022. Cette diminution est due en partie à un effort d'harmonisation de l'impôt sur les sociétés dans l'espace communautaire européen.
L'impôt sur les sociétés connaît aussi un taux réduit à 15 % pour les exercices ouverts depuis le 1er janvier 2002 pour les petites et moyennes entreprises (PME), qui s'applique sur la tranche inférieure à 42 500 euros de bénéfices (article 37 de la loi 2022-1726 du 30 décembre 2022), pour les entreprises dont :
- le CA est inférieur à 10 millions d'euros pour les exercices ouverts à compter du 1er janvier 2021 (article 18 de la loi 2020-1721 du 29 décembre 2020 ; auparavant le CA devait être inférieur 7.63 millions pour les exercices ouverts avant le 1er janvier 2021),
- le capital entièrement libéré est détenu à au moins 75 % par des personnes physiques (ou par une société appliquant ce critère).

Au-delà de 42 500 euros de bénéfice, les bénéfices sont soumis au taux normal du tableau ci-contre.
Pour les exercices clos jusqu'au 30 décembre 2022, la limite de bénéfices soumis au taux réduit était de 38 120 €.
Le gouvernement décide en 2019 de réduire l'impôt sur les sociétés pour les grands groupes à 25 % à partir de 2022.

#### La diminution progressive du taux de l'impôt sur les sociétés de 2017 à 2022
Les lois de finances pour 2017 et pour 2018 ont prévu la baisse progressive du taux de l’impôt sur les sociétés de 331/3 % pour parvenir à 25 % en 2022 sur les bénéfices de toutes les entreprises,. Cette baisse se fait en plusieurs étapes : 
- dès 2017, passage à 28 % de l’imposition des bénéfices pour l'ensemble des petites et moyennes entreprises (PME), jusqu’à 75 000 euros de bénéfice, sans revenir sur le taux réduit actuel ;
- en 2018, application du taux de 28 % aux bénéfices inférieurs à 500 000 euros ;
- en 2019, diminution du taux de 33 1⁄3 % à 31 % pour les bénéfices supérieurs à 500 000 euros. Cette baisse ne concerne toutefois que les entreprises ayant moins de 250 millions d’euros de chiffre d'affaires[9],[10] ;
- en 2020, application du taux de 31 % aux bénéfices supérieurs à 500 000 euros des entreprises dont le chiffre d'affaires est supérieur à 250 millions d'euros[11] et de 28 % aux autres bénéfices ;
- en 2021, diminution du taux à 27,5 % pour les bénéfices supérieurs à 500 000 euros des entreprises dont le chiffre d'affaires est supérieur à 250 millions d'euros[11] et à 26,5 % pour les autres bénéfices ;
- en 2022, diminution du taux à 25 %.

Par ailleurs, la loi de finances pour 2017 prévoit qu'en 2019, le taux réduit de 15 % sur les premiers 38 120 euros (depuis passé à 42 500 euros) de bénéfice annuel pour les petites entreprises ayant un chiffre d’affaires inférieur à 7,63 millions d’euros (depuis passé à 10 millions d'euros), sera étendu à toutes les PME de moins de 250 salariés réalisant un chiffre d’affaires inférieur à 50 millions d’euros.

### Obligation déclarative
La déclaration (liasse fiscale) doit être réalisée à la fin de chaque exercice comptable dans un délai de 3 mois et 15 jours à compter de la clôture de celui-ci (sauf clôture au 31 décembre, pour lequel le délai est de 4 mois et 15 jours) . Cette déclaration doit comporter le résultat (bénéfice ou déficit) ainsi que les éléments permettant la détermination de celui-ci. Cette déclaration s'impose à toutes les sociétés assujetties, quelle que soit l'importance de leur chiffre d’affaires.

### Paiement de l'impôt sur les sociétés
Le paiement de l'impôt sur les sociétés doit être effectué spontanément par les sociétés au moyen de quatre acomptes versés le 15 des mois de mars, juin, septembre et décembre. Chaque acompte est en principe égal au quart de l'impôt dû au titre de l'exercice précédent. Le solde de l'impôt sur les sociétés doit être payé au plus tard 105 jours après la clôture de l'exercice (exemple : au 15 juillet pour une clôture au 31 mars) sauf pour les sociétés clôturant au 31 décembre  pour lequel l'impôt doit être payé au plus tard au 15 mai de l'année suivante. Depuis février 2005, il est possible de payer l'impôt sur les sociétés par internet en utilisant le compte fiscal des professionnels. Depuis le 1er janvier 2018, toutes les entreprises soumises à l'impôt sur les sociétés (IS) ont l'obligation de télérégler leur IS (CGI, art. 1681 septies, 4 mis à jour par la loi n° 2016-1918 du 29 décembre 2016, article 15). Le télépaiement est effectué directement par l'entreprise sur internet depuis la rubrique « Votre espace professionnel » du site www.impots.gouv.fr.

## Fiscalité connexe

### Fiscalité disparue

#### Imposition forfaitaire annuelle (1973–2014)
Toutes les sociétés assujetties à l'impôt sur les sociétés dont le chiffre d’affaires hors taxes dépassait 15 000 000 euros étaient soumises à une imposition forfaitaire appelée « imposition forfaitaire annuelle » (IFA). C'est une imposition distincte de l'impôt sur les sociétés, qui ne prend en compte que le chiffre d’affaires hors taxe et les produits financiers et ce quels que soient les bénéfices ou déficits réalisés par la société. À compter de 2006, l'IFA est une charge déductible fiscalement et ne s'impute plus sur le montant de l'impôt sur les sociétés dû. La suppression progressive de l'IFA s'est faite entre 2008 et 2011.

#### Contribution sur l'impôt sur les sociétésdite Surtaxe Juppé(1995–2005)
En 1995, le gouvernement dirigé par Alain Juppé crée la Contribution sur l'impôt sur les sociétés pour les exercices clos à partir du 1er janvier 1995. Le taux de cette surtaxe, surnommée « Surtaxe Juppé » dans la presse, est alors fixé à 10 % de l'impôt sur les sociétés à payer. Le taux est ensuite réduit successivement :
- à 6 % pour les exercices clos en 2001 ;
- à 3 % pour les exercices clos entre 2002 et 2004 ;
- à 1,5 % pour les exercices clos en 2005.

La contribution n'est plus exigible pour les exercices clos après le 1er janvier 2006.

#### Contribution exceptionnelle sur l'impôt sur les sociétés (2011–2016)
Entre 2011 et 2016, les entreprises imposables à l’impôt sur les sociétés ayant un chiffre d’affaires supérieur à 250 millions d’euros sont assujetties à une contribution exceptionnelle. Son montant est égal à 5 % de l'impôt sur les sociétés des exercices 2011 à 2013, et à 10,7 % de l'impôt sur les sociétés des exercices 2014 et 2015. Cette contribution est supprimée à partir des exercices clos au 31 décembre 2016. Au maximum, les plus grosses entreprises françaises ont pu payer pendant deux ans 33,33 + (10,7%*33,33) + (3,3%*33,33) = 38 % de leur bénéfice en impôt sur les sociétés, et contributions exceptionnelle et sociale, pour les exercices clos entre le 1er janvier 2014 et le 30 décembre 2016.
En France, l'impôt sur les sociétés est calculé sur le résultat courant, alors que c'est l'excédent brut d'exploitation dans d'autres pays. Le projet de loi de finances 2014 prévoyait de créer un nouvel impôt sur l'excédent brut d'exploitation (EBE), dont la dernière version aurait été un "excédent net", calculé en déduisant l'amortissement comptable, pour ne pas taxer l'investissement des entreprises et en exonérant les PME. Le nouvel impôt aurait donc taxé le bénéfice avant impôt mais aussi les provisions comptables et les intérêts versés aux créanciers, à une époque où les grandes entreprises cotées en Bourse ont tendance à s'endetter pour réduire leurs capitaux propres. Ce projet a été abandonné et remplacé par une augmentation de la contribution exceptionnelle sur l'impôt sur les sociétés dans son taux (passage de 5 à 10 %) et dans sa durée (fin le 30 décembre 2016 au lieu du 30 décembre 2015).

### Fiscalité en vigueur

#### Contribution sociale sur l'impôt sur les sociétés (depuis 2000)
Depuis l'an 2000, les entreprises imposables à l’impôt sur les sociétés ayant un chiffre d’affaires supérieur à 7,63 millions d’euros sont assujetties à une contribution sociale, égale à 3,3 % de l'impôt sur les sociétés à régler, diminué d'un abattement de 763 000 euros. La contribution sociale n'est pas due lorsque l'impôt sur les sociétés est inférieur à 763 000 euros.

#### Contribution sociale de solidarité des sociétésdite C3S(depuis 1970)
Il existe en outre une imposition calculée sur le chiffre d’affaires des sociétés, la contribution sociale de solidarité des sociétés, recouvrée par les organismes de sécurité sociale, et déductible de l'impôt sur les sociétés,. Il est projeté que cette contribution soit supprimée progressivement à partir de 2016.

## Fiscalité des autres pays
Connu pour avoir le taux d'impôt sur les sociétés le plus élevé d'Europe (331⁄3 %), l'État français s'est souvent défendu en répondant que l'assiette de cet impôt était en contrepartie plus favorable aux entreprises. Une étude de 2016 montre que les entreprises françaises sont plus taxées que leurs concurrentes européennes, que l'on prenne en compte le taux ou l'assiette de l'impôt sur les sociétés.[Passage à actualiser]
Au 1er janvier 2023, tandis que le taux moyen d'imposition sur les sociétés est de 25,83 % en France, il est en moyenne légèrement supérieur à 21 % dans l'Union européenne — en raison notamment de taux d'imposition sur les sociétés plus faibles en Europe de l'Est —, et en moyenne à 23,4 % dans le monde.

## Statistiques
Le montant et le taux des impôts payés en France par les sociétés multinationales sont très différents de ceux de leurs impôts au niveau mondial, car ces sociétés réalisent en moyenne 70 % de leur chiffre d’affaires à l'étranger. Ainsi, en 2014, les sociétés du CAC 40 ont comptabilisé 33,6 milliards d'euros d'impôts sur les sociétés au niveau mondial, dont 32 milliards d'euros effectivement décaissés et 1,6 milliard d'euros d'impôts différés. En comparaison, les dividendes versés au titre de 2014 atteignaient 39 milliards d'euros. Les impôts comptabilisés en 2014 ont progressé de 1 % alors que les profits ont progressé de 23 %, après une année 2013 où, à l'inverse, les impôts avaient moins baissé que les profits, ce qui s'explique par d'importantes pertes de valeurs d'actifs comptabilisées en 2013 et par des plus-values sur cessions d'actifs en 2014, généralement non prises en compte dans les calculs fiscaux. Le taux moyen d'imposition, calculé sur la base des profits avant impôt, a donc reculé de 42 % en 2013 à 34,5 % en 2014, revenant à la tendance observée sur les années précédentes ; la plupart des sociétés du CAC 40 ont un taux d'imposition compris entre 20 % et 35 %, nettement inférieur au taux de 38 % en vigueur en France ; en effet le taux moyen en Europe est de 25 % et en Chine également de 25 %.
Le plus gros contribuable est Total : 7,1 milliards d'euros (taux effectif d'imposition : 67 %), suivi par la BNP Paribas : 2,6 milliards d'euros (85 %) et le Crédit agricole : 2,5 milliards d'euros (30 %). Le cas du groupe Total est intéressant : son taux d'imposition est de 85 % au Nigeria et de 78 % en Norvège, d'où un taux moyen élevé : 67 % ; en France, où ses activités sont déficitaires, il n'a pas payé d'impôts depuis trois ans, mais les efforts engagés sur le raffinage ainsi qu'une meilleure conjoncture lui permettent d'envisager un retour aux bénéfices, et donc le paiement de l'impôt sur les sociétés, au titre de 2015.
L'enquête annuelle sur l'année 2017 menée par l'AFEP (Association française des entreprises privées), qui représente une centaine de grandes entreprises françaises, montre que ces entreprises paient 17 % de l'impôt sur les sociétés alors que leur part dans le PIB n'est que de 13 % et leur contribution à l'emploi de 13 % ; leur part dans l'impôt sur les sociétés est en hausse (14 % seulement les années précédentes) du fait de l'accélération de la croissance. Par ailleurs, leur part dans les charges pesant sur le travail atteint 18 % et celle des impôts de production 21 % ; au total, elles assument 19 % des prélèvements obligatoires.
Une étude de trois chercheurs de l'Institut des politiques publiques (IPP) montre que le taux implicite de taxation des grandes entreprises est passé de 10 % en 2005 à 17,8 % en 2015, alors que celui des PME est passé de 27,7 % à 23,7 % ; l'écart entre ces deux catégories s'est donc beaucoup réduit. Deux facteurs importants de différenciation sont le crédit impôt recherche, qui bénéficie surtout aux grands groupes, et le crédit d'impôt pour la compétitivité et l'emploi (CICE), qui avantage plus les PME ; ces deux crédits d'impôts réduisent le taux de taxation à 7,7 % pour les grandes entreprises et 13,9 % pour les PME. Mais le principal facteur explicatif de l'écart est, selon les auteurs de l'étude, la déductibilité des charges financières, qui profite davantage aux grandes entreprises car elles sont en moyenne plus endettées ; le rapprochement des taux d'imposition entre les deux catégories d'entreprises depuis 2005 est dû à la baisse des taux d'intérêt et à la limitation dans la loi de Finances de 2013 de la déductibilité de ces charges financières.